# 中遠大廈

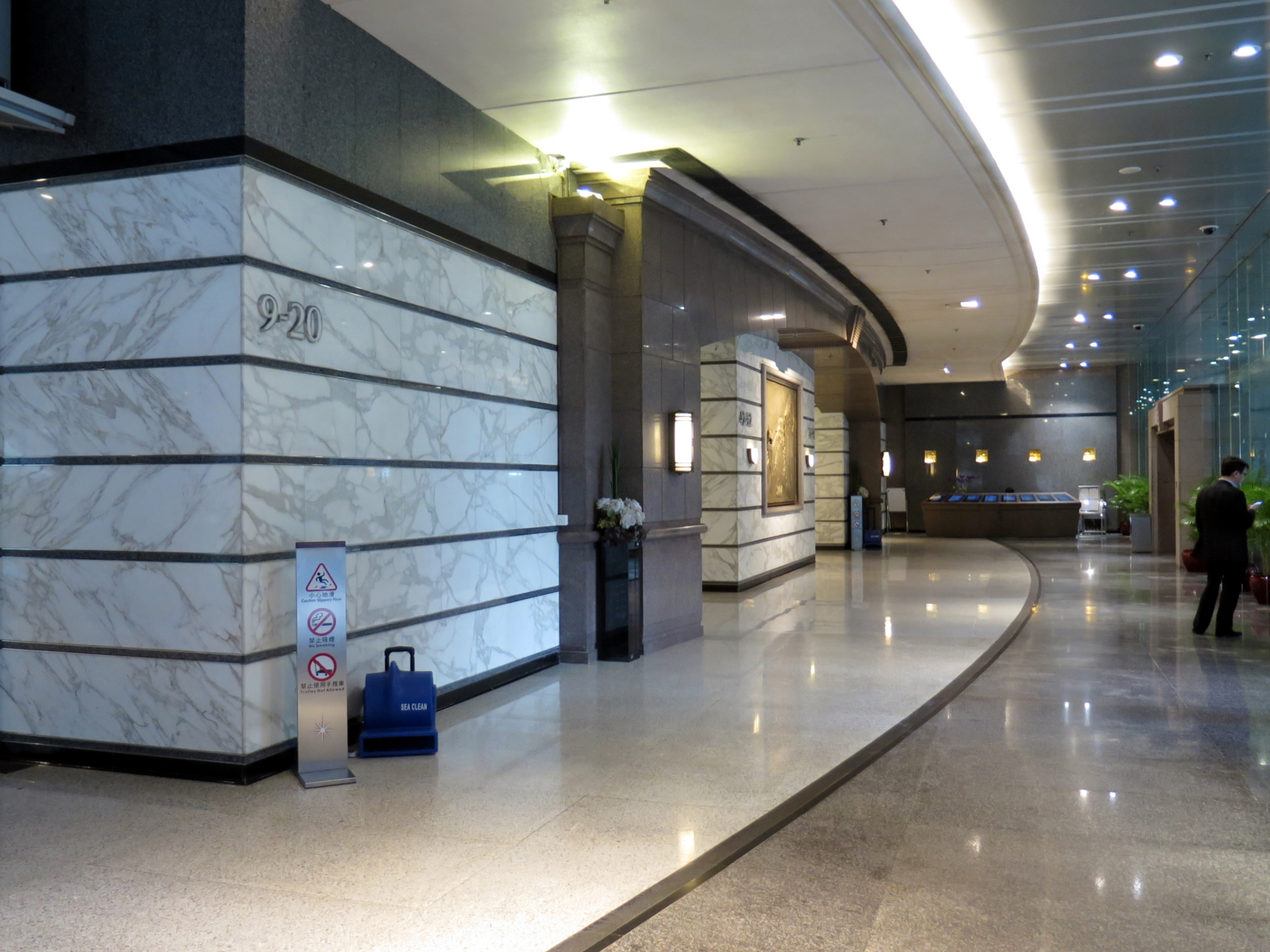
中遠大廈大堂

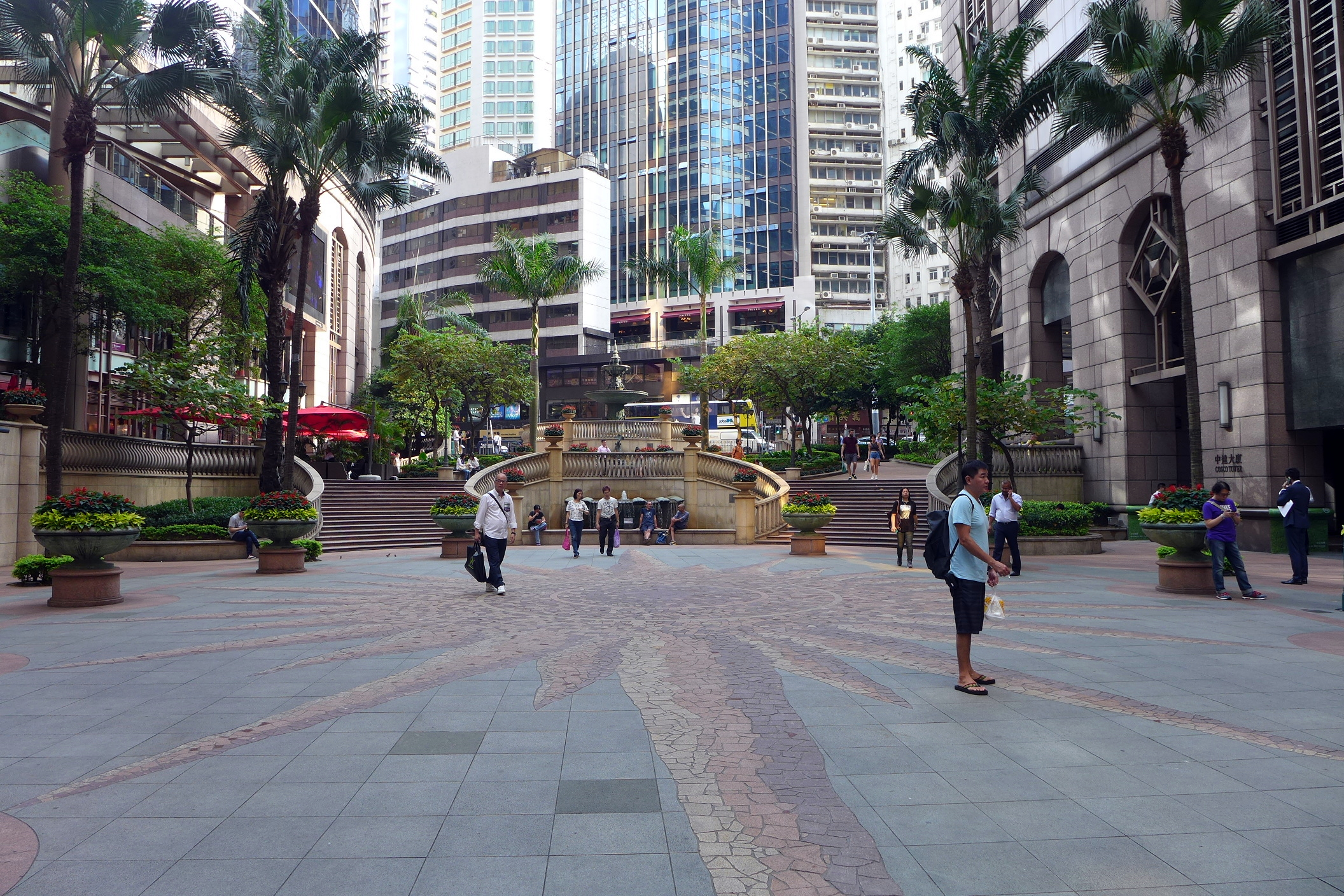
新世紀廣場花園

中遠大廈（英語：COSCO Tower）是一幢香港摩天大樓，樓高228米，53層樓，位於香港島上環皇后大道中183號，建於1997年，全球排名第183名。中遠大廈原為新世界發展及土地發展公司（市區重建局的前身）重建項目新紀元廣場的一部份，稱為新紀元廣場高座，因該廈大業主中遠集團取得命名權，故得現名。

## 主要租戶
中遠大廈租戶主要為中遠海運（香港）（52樓）及集團旗下公司（包括其旗下於香港交易所上市的公司）：
- 中遠（香港）航運（50-51樓）
- 中遠海運發展股份（50樓）
- 中遠海運港口（49樓）
- 中遠國際船舶貿易（48樓）
- 瀘州老窖國際發展（香港）（48樓18室）
- 中遠海運國際 (香港)（47樓）等

除了中遠集團外，大廈的用戶並包括：
- 市區重建局（26-28樓）
- 哈薩克駐港總領事館（25樓）
- 加多宝集團（38樓）
- 亨達集團（4609-4614室）
- 長江證券融資（19樓1903-1904室）
- 香港人壽（15樓）
- 銀聯信託（18樓）
- 香港四邑商工總會（1205-1206室）
- 訊匯金融集團（9樓）
- 結好控股（地下-3樓）

## 鄰近
- 文咸東街
- 永樂街
- 新紀元廣場花園
- 金龍中心
- 威靈頓街
- 文華里
- 林士街
- 中環中心
- 李寶椿大廈
- 無限極廣場
- 南豐大廈
- 永安中心

## 圖冊

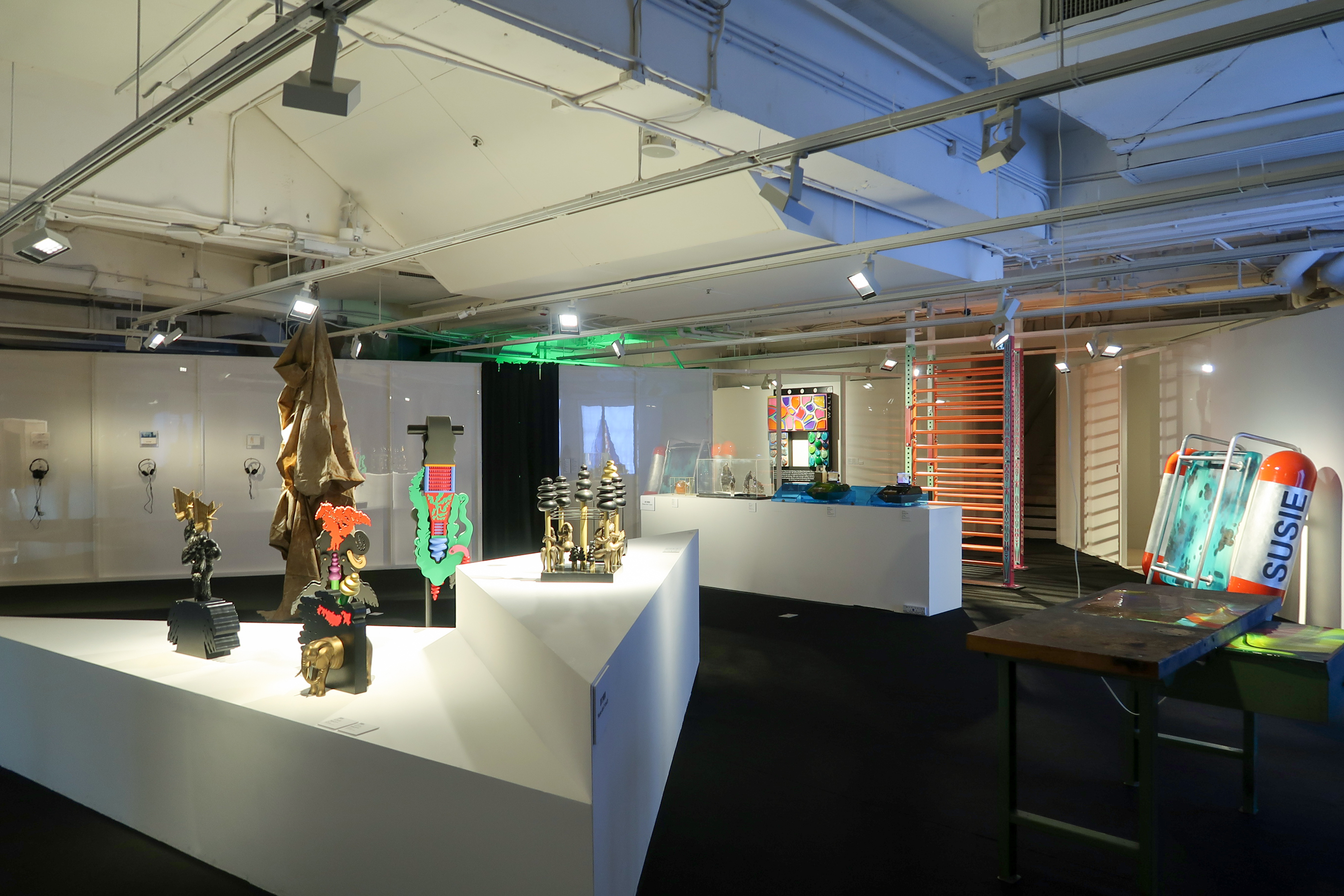
地下K11 Art Foundation Pop-up Space
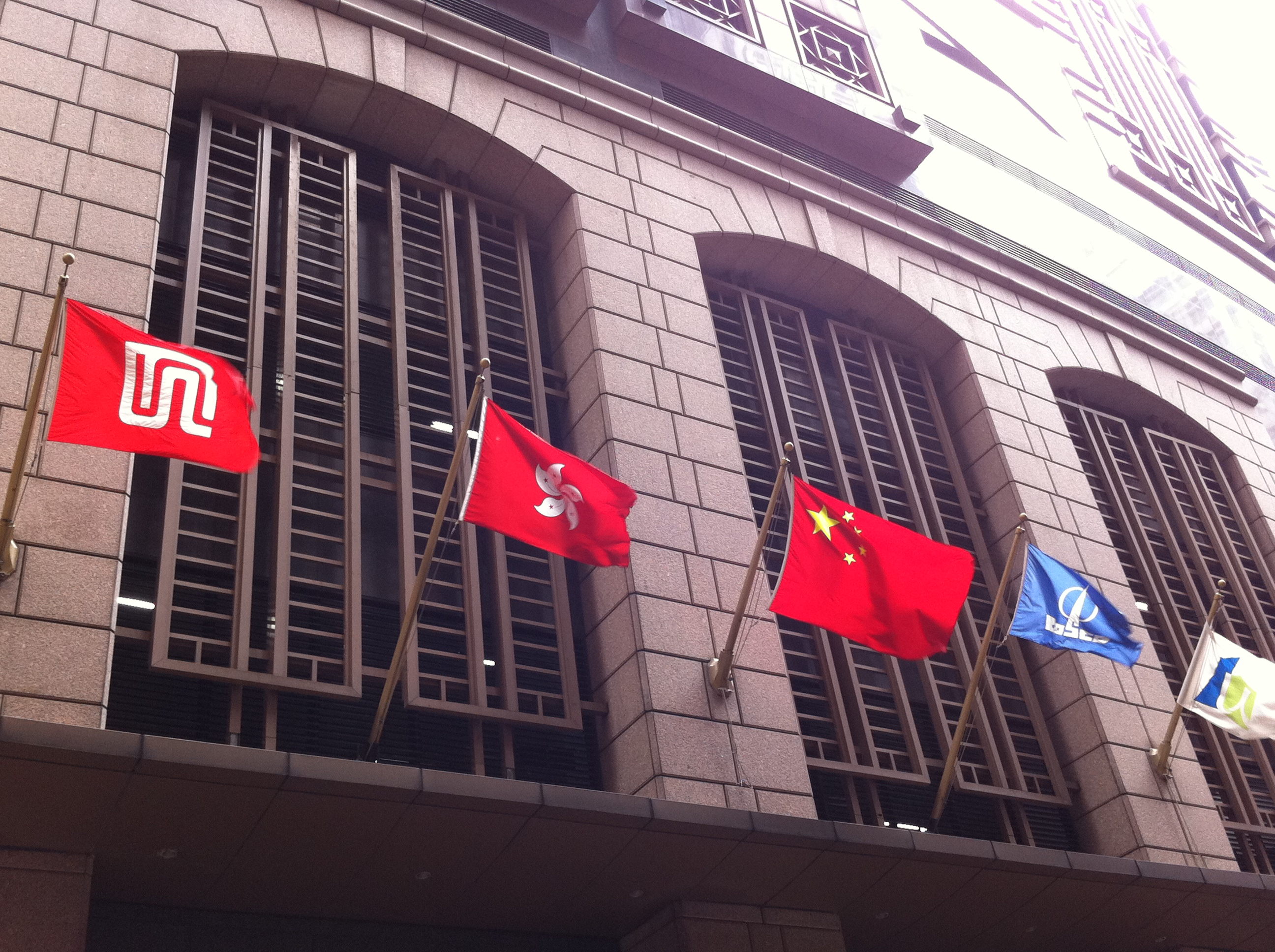
中遠業主 - 中遠、新世界
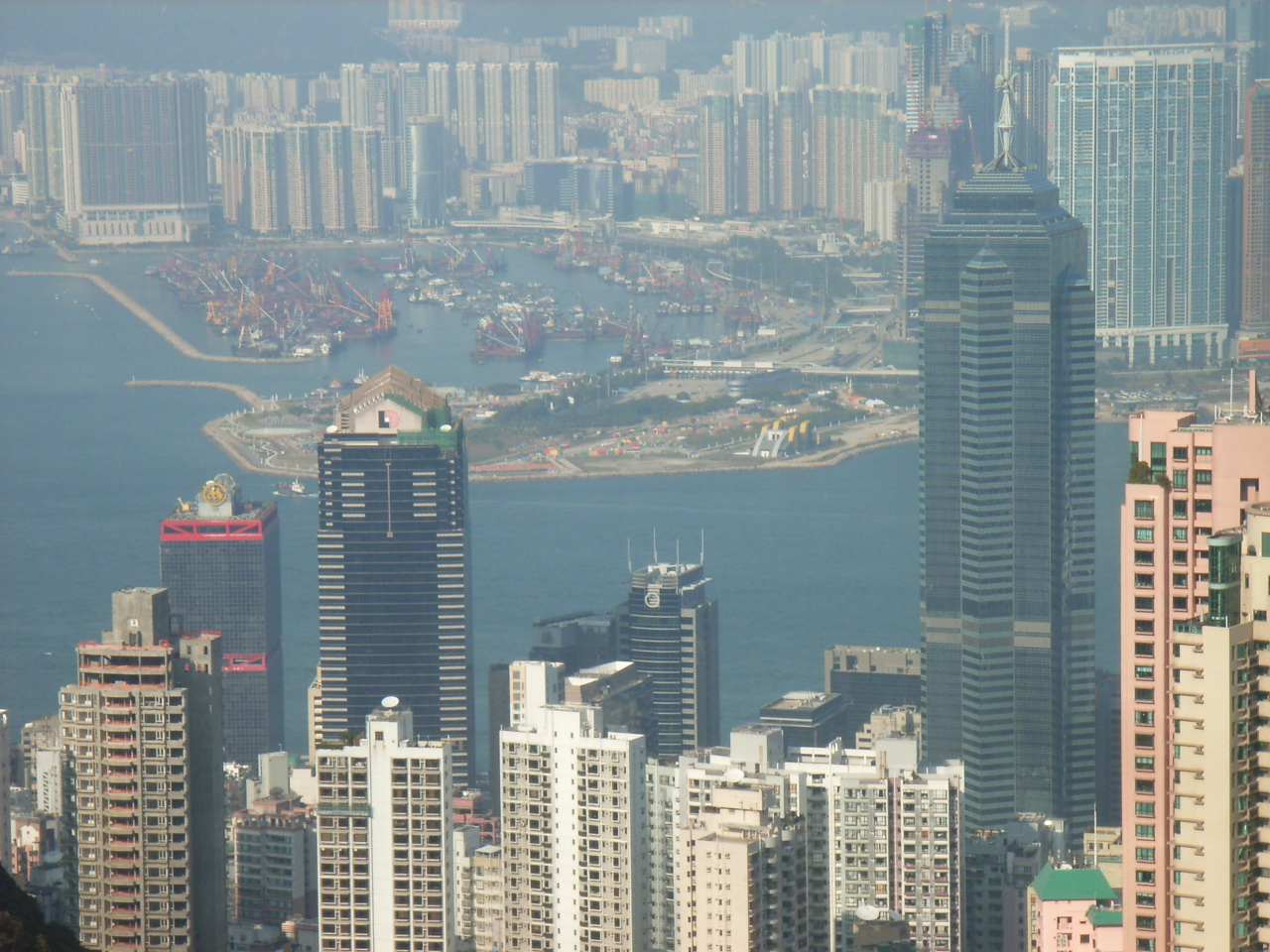
由太平山山頂可以看到的中遠大廈（相片左方，在屋頂有土地發展公司標記英文「D」字的建築物）。圖的右方最高的一幢是中環中心。

## 外部連結
- 中遠大廈簡介 （页面存档备份，存于）
- 香港摩天大樓之中遠大廈
- 中遠大廈地圖 （页面存档备份，存于）